# فوردر فیلمز
فوردر فیلمز (انگلیسی: Further Films) یک شرکت فیلم‌سازی آمریکایی است که توسط مایکل داگلاس در سال ۲۰۰۰ میلادی تأسیس شد. دفتر این شرکت در یونیورسال سیتی، کالیفرنیا است.

## فیلم‌شناسی
- شبی در مک‌کول (۲۰۰۱)
- هیچی نگو (۲۰۰۱)
- شناگر (۲۰۰۲)
- بستگان سببی (۲۰۰۳)
- سنتینل (۲۰۰۶)
- دور از دسترس (۲۰۱۴)
- مرگ‌بازان (۲۰۱۷)
- ما همیشه در قلعه زندگی می‌کردیم (۲۰۱۸)